# Rudolf Schwarz (Widerstandskämpfer)

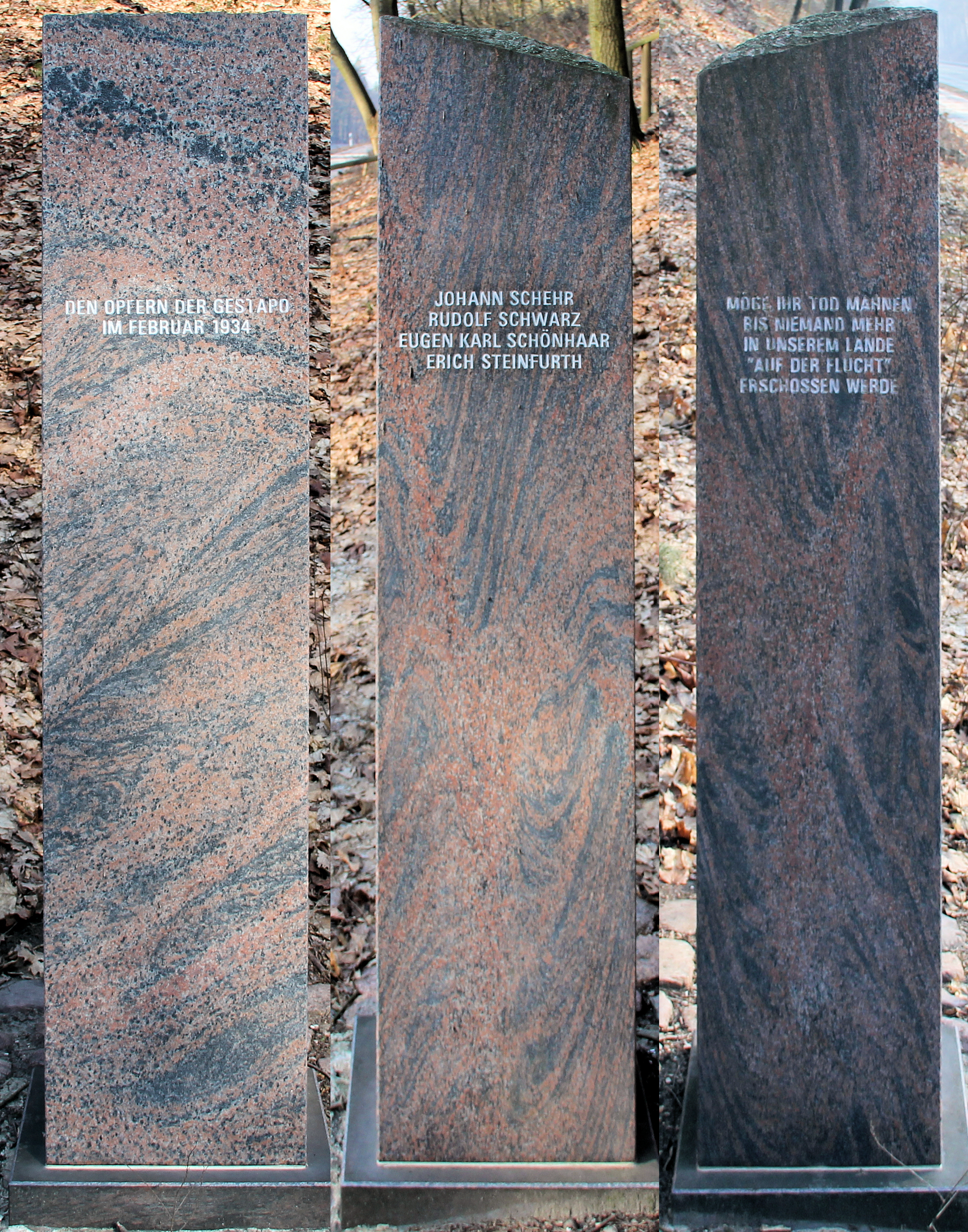
Gedenkstein, Königstraße, in Berlin-Wannsee

Rudolf (Rudi) Schwarz (* 3. März 1904 in Berlin; † 1. Februar 1934 in Berlin) war ein deutscher KPD-Funktionär und Widerstandskämpfer gegen den Nationalsozialismus.

## Leben

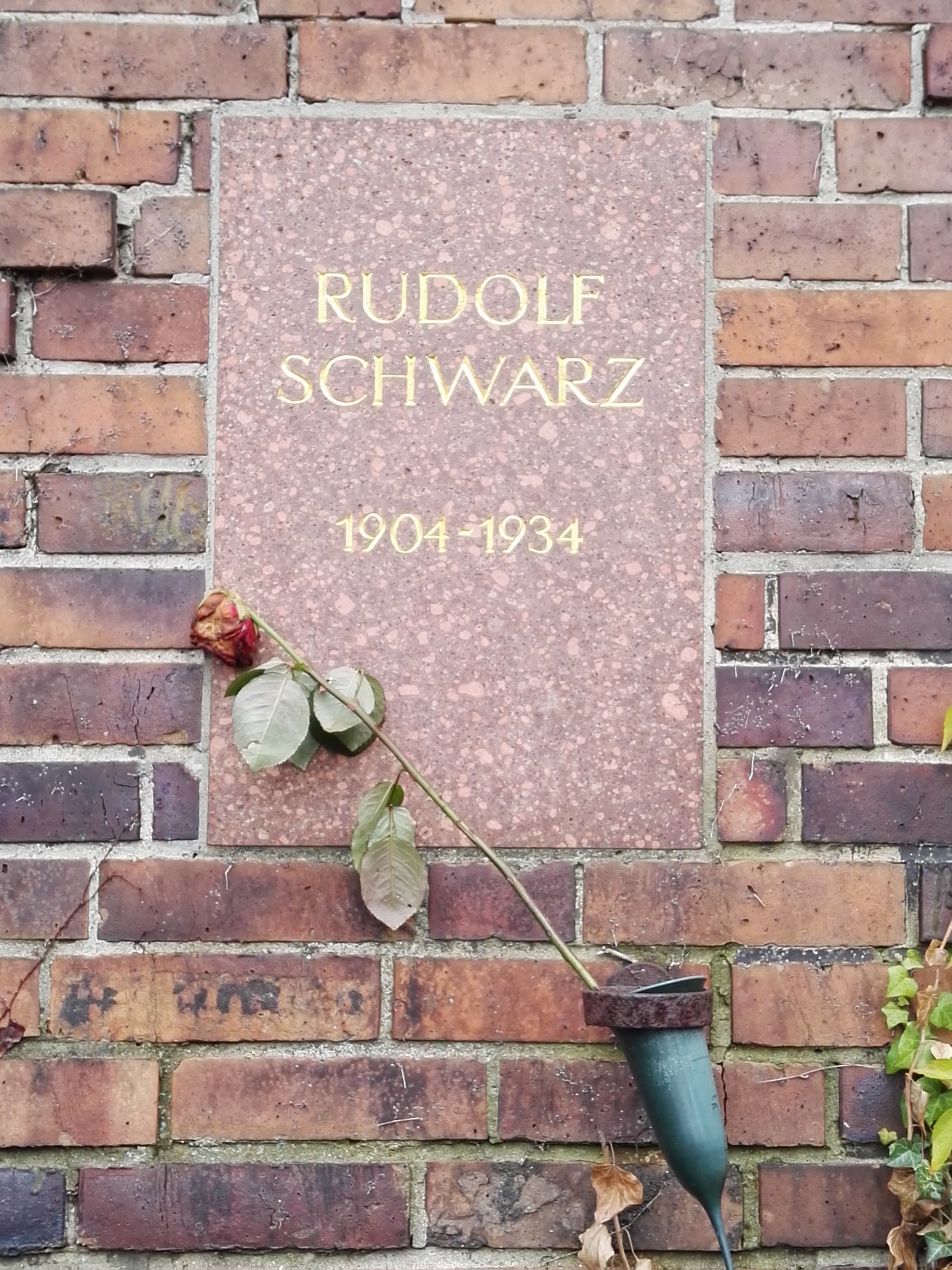
Das Grab von Rudolf Schwarz befindet sich seit 1954 in der Gedenkstätte der Sozialisten in Berlin-Friedrichsfelde.

Rudolf Schwarz kam als Kind der Berliner jüdischen Arbeiterfamilie um Abraham (Arthur) und Regina Schwarz (geborene Japha) zur Welt. Nach den Tod seiner Eltern im Alter von 54 bzw. 53 Jahren absolvierte er 1915 eine Schlosserlehre und trat 1921 den Kommunistischen Jugendverband Deutschlands (KJVD) sowie kurze Zeit später der Kommunistischen Partei Deutschland (KPD) bei. Ab 1922 leitete er eine Jugendgruppe im Prenzlauer Berg. Von 1924 bis 1928 war Schwarz als Redakteur des KJVD-Zentralorgans Junge Garde tätig. Seit 1927 war er Leiter der Jugend-Abteilung des Rotfrontkämpferbundes (RFB), der Roten Jungfront, in Berlin und Brandenburg und war Mitglied der Bundesführung des RFB.
Nach dem Verbot des RFB wurde Schwarz ab 1929 Mitarbeiter des Zentralkomitees der KPD und wurde Chef des Ressorts Reichswehr, einer Abteilung des konspirativen militärpolitischen Apparats der KPD, die vor allem für Polizei- und Reichswehrangehörige zuständig war. Das führte 1930 zu einer Verurteilung zu acht Monaten Festungshaft in der Festung Gollnow. In Haft war Schwarz maßgeblich an den Gesprächen mit den ebenfalls inhaftierten Reichswehrleutnant Richard Scheringer beteiligt, der im März 1931 von der NSDAP zur KPD übertrat. Nach der Machtergreifung der Nationalsozialisten war er im Februar 1933 aktiv an der Neuorganisation der KPD für die Bedingungen der Illegalität beteiligt. Seine enge Zusammenarbeit mit dem KPD-Vorsitzenden John Schehr und seine Tätigkeit als Chef des Ressorts Abwehr im militärpolitischen Apparat der KPD ab Mitte 1933 führten zu seiner Verhaftung Ende 1933. Schwarz wurde in dem Gestapo-Gefängnis Columbia-Haus, dem späteren KZ Columbia, inhaftiert und dort bei Verhören schwer misshandelt.
Am 1. Februar 1934 erschoss die Gestapo Schwarz sowie ihre Gefangenen, Schehr, Eugen Schönhaar und Erich Steinfurth „auf der Flucht“ am Schäferberg in Berlin-Wannsee. Für die Ausführung des Mordes war der Polizeikommissar Bruno Sattler verantwortlich. Zeitpunkt und Tatort sollten als Vergeltung für den politischen Mord an dem bereits als Gestapo-Spitzel bekannten ehemaligen ZK-Mitarbeiter Alfred Kattner verstanden werden. Kattner war am Vormittag des 1. Februar von dem KPD-Funktionär Hans Schwarz im Auftrag von Kurt Granzow, dem Abwehrleiter der KPD, als potentieller Kronzeuge gegen Ernst Thälmann in seiner Wohnung in Nowawes erschossen worden.
Rudolf Schwarz war seit 1926 mit Ella, geborene Winzer (1907–2002) verheiratet, der Schwester von Otto Winzer. Sie war für den sogenannten M-Apparat tätig, den Nachrichtendienst der KPD. Nach der Ermordung von Rudolf Schwarz heiratete sie in zweiter Ehe Willy Rumpf.

## Ehrungen

### Gedicht Weinerts
Noch im Jahr 1934 gedachte der Schriftsteller Erich Weinert mit seinem Gedicht „John Schehr und Genossen“ des Meuchelmordes der Gestapo. Eine Strophe des Gedichtes lautet:
Und schleppen sie in den dunklen Wald.

Und zwölfmal knallt es und widerhallt.

Da liegen sie mit erloschenem Blick,

jeder drei Nahschüsse im Genick,

John Schehr und Genossen.

### Die erste Reihe
In seinem 1951 in der DDR erschienenen Buch Die erste Reihe beschreibt der DDR-Schriftsteller Stephan Hermlin „Geschichten vom Widerstand in der Nazizeit anhand von Lebensschicksalen junger Menschen, die im Kampf gegen den Faschismus ihr Leben ließen“ (Klappentext) und porträtiert dabei auch Rudolf Schwarz als Widerstandskämpfer. Das Buch lieferte die Vorlage für den von der DEFA produzierten und 1987 gezeigten DDR-Fernsehfilm Die erste Reihe. Bilder aus dem Berliner Widerstand; die Person von Rudolf Schwarz wurde darin von Ulrich Mühe dargestellt.

### Ehrengrab
1954 wurden die sterblichen Überreste von John Scheer, Rudolf Schwarz, Erich Steinfurth und Eugen Schönhaar auf den Zentralfriedhof Friedrichsfelde überführt. Scheer erhielt ein Ehrengrab im Mittelrondell der Gedenkstätte der Sozialisten, die Urnen von Schwarz, Steinfurth und Schönhaar wurden wenige Meter daneben in der Ringmauer der Gedenkstätte eingemauert.

### Benennungen
Im Berliner Ortsteil Prenzlauer Berg wurde am 4. September 1974 die Ermländische Straße in Rudolf-Schwarz-Straße umbenannt. Außerdem wurde 1975 an seinem ehemaligen Wohnhaus Varnhagenstraße 24 eine Tafel zu seinem Gedenken angebracht.
Ein Zubringertrawler mit der Fischereikennnummer ROS 418 der „Artur Becker“-Baureihe erhielt ebenfalls seinen Namen.
Die Jugendherberge in Opperode bei Ballenstedt wurde nach ihm benannt.
In Prenzlauer Berg war die 36. Polytechnische Oberschule nach ihm benannt.

### Gedenkstein
Am Kilometerberg befindet sich ein Gedenkstein für Rudolf Schwarz und die anderen Widerstandskämpfer, die hier 1934 „auf der Flucht erschossen“ wurden. Seit 1954 finden dort Gedenkveranstaltungen für die vier Widerstandskämpfer statt.